# Dubravska visoravan
Dubravska visoravan je krška visoravan u Bosni i Hercegovini, prostor omeđen kanjonom rijeke Neretve sa zapada, rijekama Bunom i Bunicom sa sjevera, planinom Sniježnicom s istoka, te kanjonom Bregave s juga. Administrativno je podijeljena između općina Mostar, Stolac i Čapljina.
Na Dubravskoj visoravni dobro je razvijena poljoprivredna proizvodnja, uzgoj voća i povrća te vinogradarstvo.
Vrlo je važna geopolitičkog i geostrateškog značaja. Zajedno s prostorom Tropolja (Kupreško, Livanjsko i Duvanjsko polje) jedna je od ključnih stupova nadzora nad srednjim Jadranom. Njima prolaze dvije glavne komunikacije od juga ka sjeveru.
Prirodno središte je Stolac.

## Povijest
Geostrateška uloga prepoznata je barem već u antici. Tijekom rata u BiH, visoravan se pokazala strateški važnom. 
Za hrvatske snage iz Hercegovine, rat je započeo već 19. rujna 1991., kad JNA s 20-ak tisuća vojnika zauzima Dubravsku visoravan. Već sutradan je napala, zatim potpuno razorila, te nastavila napadati ka Slanom i Dubrovniku, dok je drugom branom zauzela zračnu luku u Mostaru, grad Mostar, te se rasporedila na granice općine Mostara, pripremajući teren za pripajanje općine Mostar Republici Srpskoj i odsijecajući Mostar od ostalog dijela zapadne Hercegovine.
Hrvatske snage su u sklopu operacije oslobađanja Dubrovnika u proljeće 1992. stavile Dubravsku visoravan pod nadzor HV-a i HVO-a, a dio odlučujućih bitki vodio se i na Dubravskoj visoravni i na Tropolju. Rezultat tih operacija bio je potpuni hrvatski nadzor nad Srednjim Jadranom te obrana prostora BiH.
Ovo je područje bilo poprištem i hrvatsko-bošnjačkih sukoba, vidi Borbe za Dubravsku visoravan i Operacija Neretva '93.